# Доминчен, Климентий Яковлевич
Доминчен Климентий Яковлевич (1907—1993) — советский и украинский композитор и дирижёр. Народный артист Украинской ССР (1973).

## Биография
Климентий Яковлевич Доминчен родился 8 декабря 1907 года в селе Студёное (ныне Песчанский район, Винницкая область, Украина). В 1931 году окончил Киевский музыкально-драматический институт имени Н. В. Лысенко, по классам композции В. Золотарёва и дирижирования А. Орлова.
С 1944 по 1951 год был дирижёром симфонического оркестра Украинского радио. Также был дирижёром Одесской оперы, с 1932 по 1934 год, и Луганской оперой, с 1934 по 1935 год. Член ВКП(б) с 1950 года.

## Фильмография
- Ярость (1966);
- Хочу верить (1965);
- Друзья-товарищи (1959);
- Песни над Днепром (1956);

## Творчество
- Оратория «Мир и труд» (1959)
- балет «Снегурочка» (1965)
- балет «Лесорубы» (1975)
- кантата «Слава Советскому Союзу» (1967)
- симфонические поэмы «Отчизна» (1945), и «Герои „Потёмкина“» (1955).

## Награды и премии
- орден Трудового Красного Знамени (22.07.1982)
- два ордена «Знак Почёта» (30.06.1951[1] и 24.11.1960)
- Народный артист Украинской ССР (1973)
- Государственная премия УССР имени Т. Г. Шевченко (1986) — за симфонию № 4 («Великая Отечественная»)